# Camelina stiefelhagenii
Camelina stiefelhagenii är en korsblommig växtart som beskrevs av Joseph Friedrich Nicolaus Bornmüller. Camelina stiefelhagenii ingår i släktet dådror, och familjen korsblommiga växter. Inga underarter finns listade i Catalogue of Life.